# Syrisch-Libanesischer Feldzug
Der Syrisch-Libanesische Feldzug, auch als Operation Exporter bekannt, war eine Offensive gegen das von den Vichy-Frankreich kontrollierte Gebiet von Syrien und Libanon während des Zweiten Weltkriegs, durchgeführt wurde. Ziel der Operation war es, die Kontrolle über das von Vichy-Frankreich verwaltete Mandatsgebiet zu erlangen, da die Alliierten befürchteten, dass die Region als Basis für die Achsenmächte dienen könnte. Insbesondere eine mögliche Nutzung der dortigen Flugplätze durch die deutsche Luftwaffe stellte eine Bedrohung für die strategisch wichtigen britischen Interessen im Nahen Osten dar, darunter die Ölfelder im Irak und die Verbindungen nach Ägypten und Indien.
Die Alliierten, bestehend aus britischen, australischen, indischen und freifranzösischen Streitkräften, führten die Invasion gegen die Vichy-Truppen durch, die unter General Henri Dentz standen. Die Kämpfe verliefen entlang mehrerer Fronten, darunter die Küstenstraße im Libanon, das zentrale Hochland und die Region um Damaskus. Trotz heftigen Widerstands der Vichy-Truppen, darunter auch Unterstützung durch die französische Marine und Luftwaffe, konnten die Alliierten nach wochenlangen Gefechten die Oberhand gewinnen. Am 14. Juli 1941 kapitulierten die Vichy-Streitkräfte offiziell mit dem Waffenstillstand von Saint Jean d’Acre. Die freifranzösischen Streitkräfte übernahmen die Verwaltung von Syrien und Libanon, womit die Gefahr einer Achsenpräsenz in der Region beseitigt war.
Der Feldzug war wenig bekannt, selbst in den Ländern, die beteiligt waren. Es gibt Anzeichen dafür, dass die Briten wichtige Fakten zensiert haben, um Berichte über die heftigen Kämpfe zu vermeiden. Sie befürchteten, dass Nachrichten über Kämpfe gegen Franzosen sich negativ auf die öffentliche Meinung auswirken könnten.

## Hintergrund
Nach der Niederlage Frankreichs im Juni 1940 wurden die Völkerbundmandatsgebiete Syrien und Libanon von der Vichy-Regierung verwaltet, die mit dem Deutschen Reich kollaborierte. Die Region hatte für die Alliierten eine immense Bedeutung, da sie eine wichtige Verbindung zwischen den britischen Kolonien in Indien und Ägypten darstellte. Zudem bedrohte die Nähe zu den Ölfeldern im Irak und Iran die Versorgung der Alliierten mit Treibstoff, falls die Achsenmächte oder ihre Verbündeten diese Gebiete übernehmen würden. Die britische Regierung stellte sich jedoch zunächst auf den Standpunkt, die vichy-treue Präsenz in der Levante zu dulden und infolgedessen keinen Angriff der Forces françaises libres unter Charles de Gaulle in der Kolonie zu unterstützen, solange auf dem Mandatsgebiet keine Truppen ihrer Kriegsgegner operierten.
Im Mai 1941 hatten deutsche und italienische Flugzeuge mit französischer Genehmigung syrische Flugplätze als Zwischenstopp für ihren Einsatz bei den Kämpfen im Irak benutzt. Außerdem war Ende des Monats Kreta in die Hände der Deutschen gefallen. Auf britischer Seite bestand nunmehr die Sorge, dass sich die Achsenmächte in Syrien und dem Libanon dauerhaft etablieren und von hier aus Palästina und Ägypten angreifen könnten, was eine Gefährdung der britischen Ölnachschubwege in der Region durch Luftangriffe der Achsenmächte mit sich gebracht hätte.

## Kräfteverhältnisse und Planung

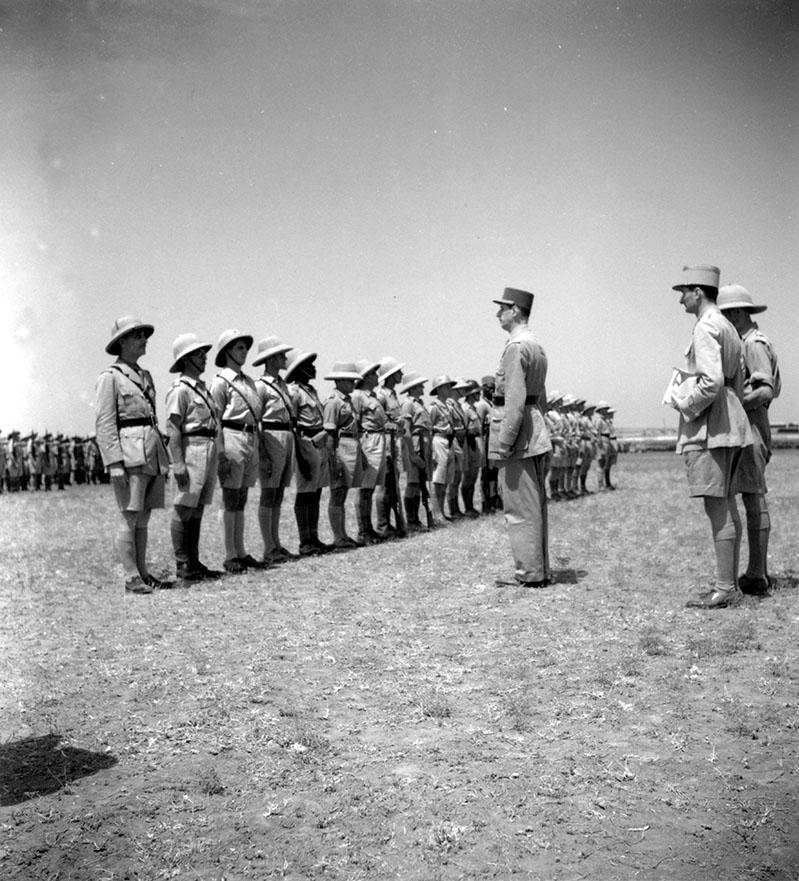
General de Gaulle zeichnet freifranzösische Soldaten aus (britische Militärbasis Qastina, Mandatsgebiet Palästina, Mai 1941).

Die vichy-treuen französischen Truppen in Syrien und im Libanon, die Armée du Levant unter General Henri Fernand Dentz, bestanden aus rund 35.000 Militärangehörigen. Vier Fünftel dieser Soldaten waren keine Franzosen, sondern Kolonialsoldaten oder Fremdenlegionäre. Die Armée du Levant verfügte im April 1941 über 27 Infanteriebataillone. Der Hauptteil der Infanterie machten zehn nordafrikanische Bataillone und vier Fremdenlegionsbataillone aus. Ebenso gab es senegalesische Einheiten und drei gemischte französisch-senegalesische Bataillone. Im Juni 1941 verfügten die Vichy-Truppen in der Levante über 90 leichte Panzer des Typs Renault R-35 und 70 Panzerwagen. Der Armee waren 90 moderne Flugzeuge angegliedert. Material und Betriebsstoffbevorratung sollten rund sechs Wochen Gefechte ermöglichen. Ein Teil der Panzerwagen war in Beirut durch die Armee selbst auf Basis von US-amerikanischen Lastkraftwagen improvisiert worden. Zur See standen den vichy-treuen französischen Kräften insgesamt vier Zerstörer, der Aviso Élan und drei U-Boote zur Verfügung.
Die alliierten Truppen, welche zur Operation abgestellt wurden, umfassten 34.000 Soldaten unter General Henry Maitland Wilson. Die Mehrheit stellten 18.000 Australier, gefolgt von 9.000 Soldaten der British Army und 2.000 Mann der British Indian Army. Hinzu kamen 5.400 Mann von de Gaulles freifranzösischen Truppen, wobei der Kern dieser Einheiten aus der 1. (leichten) freifranzösischen Division (1re Division Légère Française Libre) unter General Paul Legentilhomme bestand. Auf freifranzösischer Seite kämpfte auch eine rund 350 Mann starke tscherkessische Kavallerieeinheit; hierbei handelte es sich um Deserteure, welche von der vichy-treuen tscherkessischen Kavalleriegruppe (Groupement d'Escadrons Tcherkess) zu den Alliierten übergelaufen waren. Den alliierten Kräften fehlten indessen moderne Panzer in nennenswerter Anzahl, so konnten die britischen Kräfte nur auf einige wenige veraltete Light Tank Mk VI zurückgreifen; ferner stand eine mit zwölf leichten Hotchkiss H-39-Panzern ausgestattete freifranzösische Panzerkompanie zur Verfügung. Daneben mangelte es auch an Artilleriegeschützen, Motorfahrzeugen für Nachschub und Transport sowie modernen Panzerabwehrwaffen. Von Vorteil für die alliierten Verbände war jedoch, dass die britische Marine mit insgesamt fünf Kreuzern und neun Zerstörern eine beinahe vollständige Blockade der Küstenlinien durchsetzen konnte.
Der von Wilson ausgearbeitete Invasionsplan der Alliierten sah einen dreigliedrigen Angriff vor. Entlang des Mittelmeers sollte die 21. australische Infanteriebrigade (Brigadier Jack Stevens) in Richtung Damaskus und Beirut vorrücken. Die 25. australische Infanteriebrigade (Brigadier A. R. B. Cox) sollte von Metulla aus in den Libanon eindringen und nach Rayak vorrücken. Die 5. indische Brigadegruppe (Brigadier Wilfrid Lewis Lloyd) sollte die Golanhöhen überqueren, in den Hauran vorrücken und Quneitra und Deraa einnehmen. Auf diese Weise würde sie einen Brückenkopf bilden, über den die französische Brigade von General Legentilhomme über Kiswe nach Damaskus vorstoßen würde, während die tscherkessische Kavallerie unter Colonel Collet nach Norden über Fiq nach Quneitra vordringen würde. Im Falle eines deutschen Luftlandevorstoßes von Kreta aus würde das 11. schottische Kommando den Vorstoß an der Küste unterstützen.

## Verlauf
Bereits Ende Mai 1941 hatte es vereinzelt Zusammenstöße zwischen vichy-französischen und britischen Flugzeugen gegeben. So hatte am 28. Mai 1941 ein MS.406-Jäger einen im Irak gestarteten britischen Bristol-Blenheim-Aufklärer über Syrien abschießen können. Zwischen dem 24. und dem 28. Mai ließ die Vichy-Regierung rund 20 Dewoitine D.520 von Algerien nach Syrien verlegen (wobei allerdings zwei Maschinen wegen Defekten in der Türkei notlanden mussten). Daraufhin griffen drei britische Bomber am 5. Juni 1941 den Flugplatz von Aleppo an und zerstörten ein Flugzeug am Boden. Am 8. Juni überquerten zwei Brigaden der australischen 7. Infanteriedivision unter General John Lavarack nördlich von Akkon und Tiberias die Grenze und marschierten in Richtung Beirut und Rayak. Die britisch-indische 5. Infanterie-Brigade und FFI-Truppen unter General Paul Legentilhomme drangen zur gleichen Zeit weiter östlich bei Darʿa ins Landesinnere ein, um auf Damaskus vorzustoßen. Einen Tag später kam es zur Schlacht am Litani, wo australisch-britische Truppen gegen Soldaten des Vichy-Regimes kämpften, die ohne Erfolg versuchten, den Vorstoß der Australier nach Beirut aufzuhalten. 

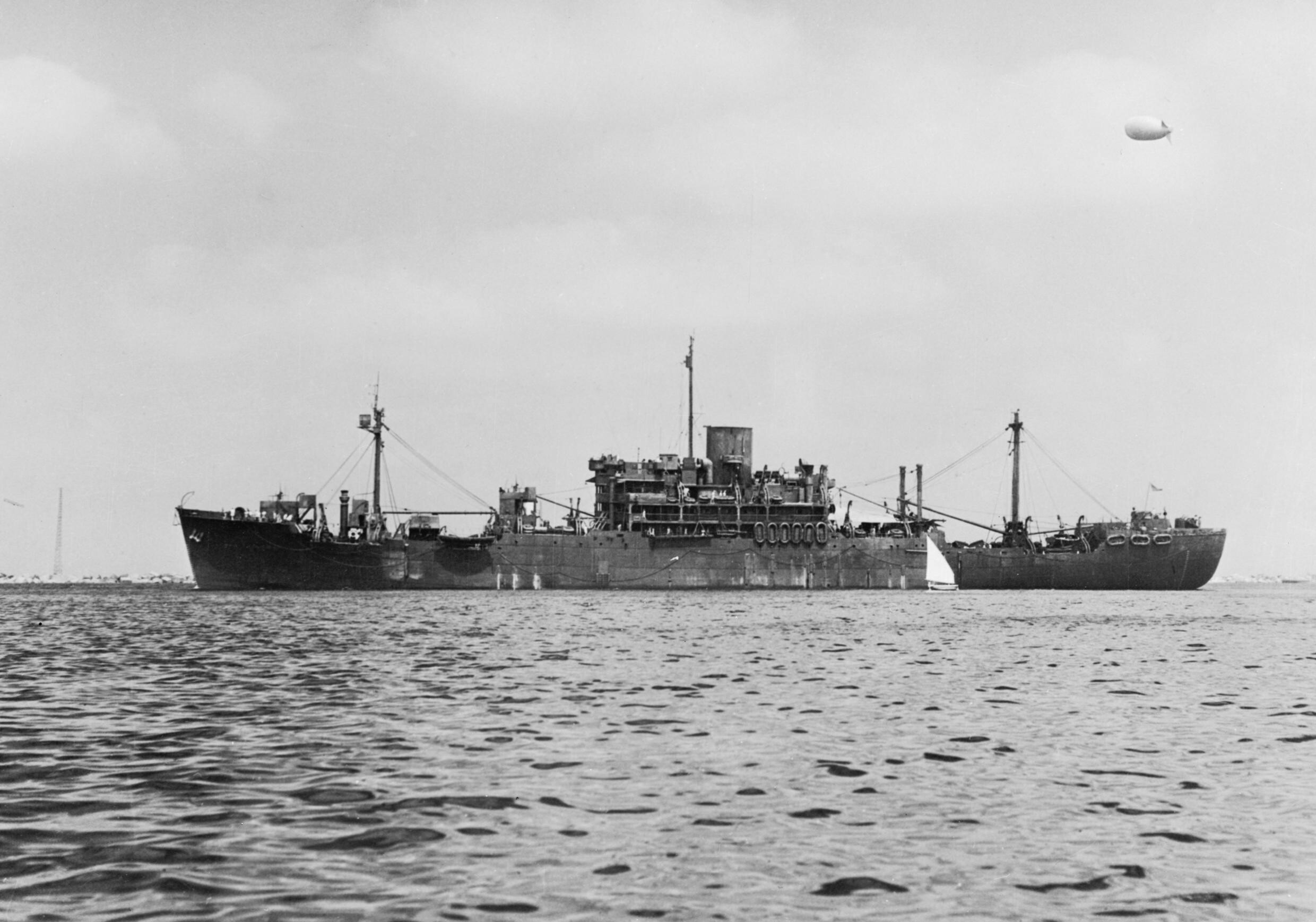
Britisches Landungsboot-Mutterschiff Glengyle, das in der Nacht des 8./9. Juni 1941 eine Kommandoeinheit von 406 Mann nördlich von Tyros absetzte.

Im Vorfeld der Gefechte am Litani war in der Nacht des 8./9. Juni 1941 das britische 11. Commando (No. 11 (Scottish) Commando) unter Lieutenant Colonel Richard Pedder – herangebracht von dem Landungsboot-Mutterschiff Glengyle und unter dem Schutz des Flugabwehrkreuzers Coventry sowie zweier Zerstörer –  nördlich von Tyros gelandet, um eine wichtige Brücke über den Litani zu sichern. Die 406 Mann starke Kommandoeinheit fand die Brücke jedoch bereits von vichy-französischen Kräften gesprengt vor und verlor bei nachfolgenden Gefechten gegen das hartnäckigen Widerstand leistende 22. algerische Tirailleur-Regiment (22e régiment de tirailleurs algériens) rund ein Drittel ihres Mannschaftsbestandes. Unter den Gefallenen befand sich auch Lieutenant Colonel Pedder. Trotz dieser beträchtlichen Verluste gelang es den Kommandoeinheiten jedoch – in einem 29 Stunden andauernden Gefecht –, den im Laufe des 9. Juni heranrückenden australischen Einheiten den weiteren und raschen Vorstoß gen Beirut zu ermöglichen. 

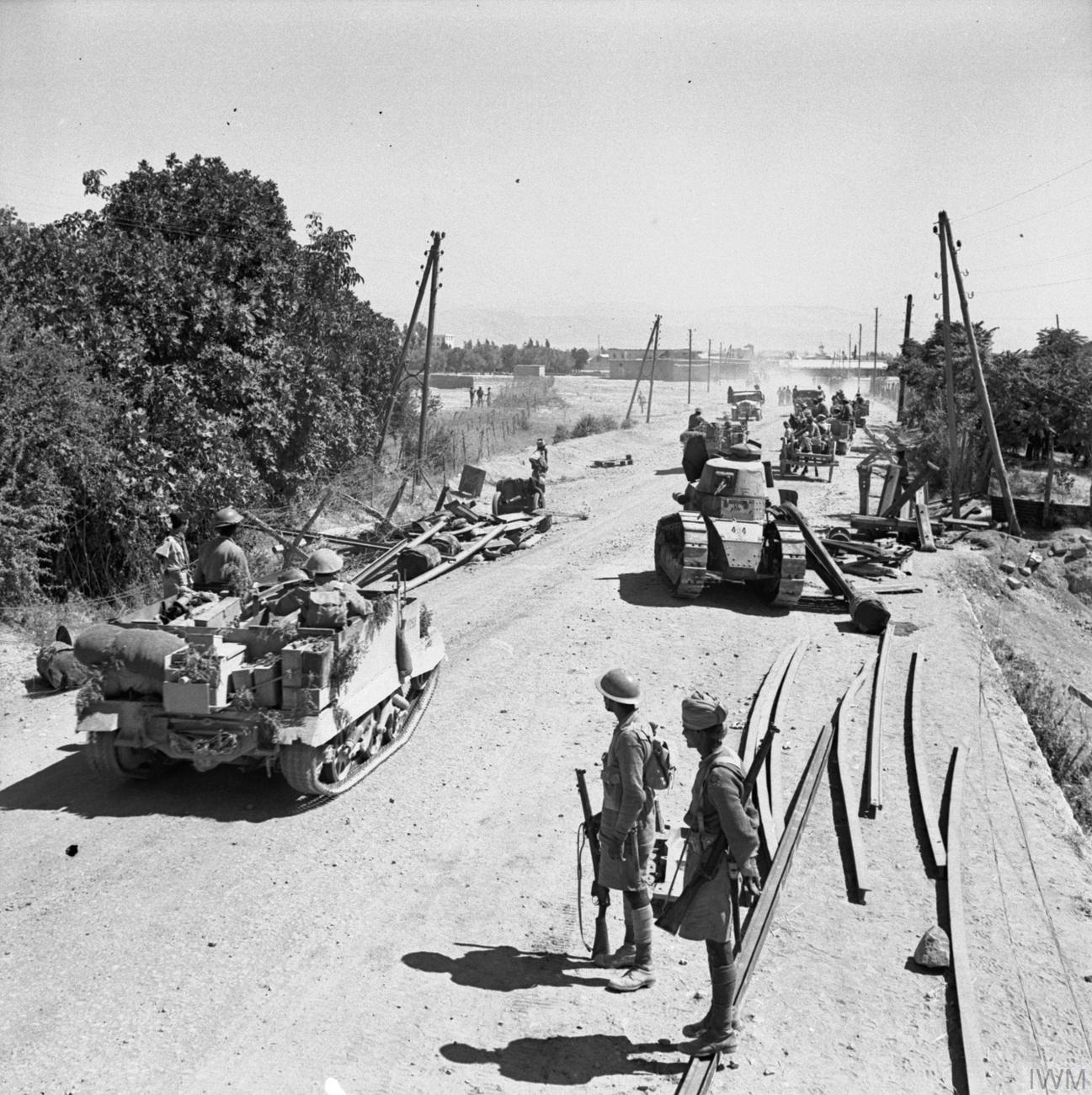
Einheiten der British Indian Army auf dem Weg in Richtung Damaskus (Ende Juni 1941). In der Bildmitte rechterhand ist ein offenkundig aufgegebener Panzer vom Typ Renault FT zu sehen.

Vier Tage später kam es wieder zu Kämpfen zwischen australischen und vichy-französischen Soldaten. Am 13. Juni geriet der australisch-britische Vorstoß infolge heftiger Gefechte ins Stocken, wobei auch die Schwächen der alliierten Verbände bezüglich Panzerabwehrwaffen und Panzern aufgezeigt wurden. Starke Gegenangriffe vichy-treuer Truppen, unterstützt von rund 40 Panzern, zwangen am 16. Juni ein Bataillon der Royal Fusiliers bei Quneitra zur Kapitulation. Rund 470 britische Soldaten gingen in Gefangenschaft. General Wavell entschied sich darauf, die alliierten Streitkräfte bei Damaskus durch die 6. britische Infanteriedivision aus Ägypten zu verstärken. Mit diesen Verstärkungen gelang nur Tage später die Rückeroberung des Gebietes um Quneitra. Zur Unterstützung der Vichy-Franzosen griffen am 15. Juni von Kreta aus operierende deutsche Ju 88-Bomber des Lehrgeschwaders 1 britische Kriegsschiffe auf der Reede von Sidon an und beschädigten die beiden Zerstörer Isis und Ilex schwer. Zwei weitere britische Zerstörer, Janus und Jackal, waren bereits am 9. Juni kurzzeitig mit den beiden aus Beirut ausgelaufenen vichy-französischen Großzerstörern Guépard und Valmy ins Gefecht gekommen und hatten teils erhebliche Beschädigungen erlitten. Im Gegenzug gelang es am 16. Juni Fairey-Swordfish-Torpedoflugzeugen etwa 50 Seemeilen vor der syrischen Küste den als Munitionstransporter eingesetzten vichy-französischen Großzerstörer Chevalier Paul zu torpedieren und zu versenken. Die beiden Großzerstörer Guépard und Valmy konnten später den Großteil der Besatzung aufnehmen. Einen Tag später unternahm der vichy-französische Großzerstörer Vauquelin erneut einen Versuch, die Blockade zu durchbrechen und Munitionsnachschub in Beirut anzulanden. Das Schiff erreichte zwar den Hafen, wurde jedoch dort von britischen Flugzeugen attackiert und erlitt beträchtliche Schäden.
Am 21. Juni zog General Legentilhomme nach heftigen Kämpfen um Damaskus in die Stadt ein. Am gleichen Tag griff die Habforce, bestehend aus der britischen 4. Kavalleriebrigade und der Arabischen Legion, vom Irak aus Syrien an und stieß sogleich auf Palmyra vor. Der anfänglich rasche Vorstoß wurde allerdings ab dem 23. Juni drei Tage lang durch heftige Angriffe vichy-französischer Martin 167F-Bomber abgebremst. Gegen Ende des Monats griff auch die Indische 10. Division unter William Slim vom Irak aus in die Kämpfe ein. Ihr erstes Ziel war Deir ez-Zor.
Am 25. Juni gelang dem britischen U-Boot Parthian die Torpedierung und Versenkung des vichy-französischen U-Bootes Souffleur in der Bucht von Jounieh. Mit dem U-Boot gingen 53 Besatzungsangehörigen unter, vier Crewmitglieder überlebten die Versenkung. Nach diesem Verlust fanden keine nennenswerten Aktivitäten der vichy-französischen Marine vor der Küste des syrisch-libanesischen Mandatsgebietes mehr statt. Die eingesetzten Einheiten waren entweder gesunken (Chevalier Paul, Souffleur) oder, teils in erheblich beschädigtem Zustand (Vauquelin), nach Toulon zurückbeordert worden. Die beiden anderen U-Boote vor Ort (Caïman und Morse) wurden aus dem Kampfgebiet abgezogen und verlegten nach Bizerte. Der Aviso Élan hatte bereits Mitte Juni einen Hafen in der (neutralen) Türkei angelaufen und war dort interniert worden. (Das Schiff wurde letztlich 1944 an die FFL übergeben.)
Südlich von Beirut gelang es der australischen 7. Division, nach schwierigen Flussüberquerungen am 9. Juli, Damur einzunehmen. Die Australier standen nun nur noch wenige Kilometer von Beirut, dem Hauptquartier von General Dentz, entfernt. Dieser bot einen Waffenstillstand an, der kurz nach Mitternacht am 12. Juli in Kraft trat. Der Zusammenbruch des vichy-französischen Widerstandes war auch auf die Überlegenheit der britischen beziehungsweise Commonwealth-Marinekräfte, darunter der neuseeländische Leichte Kreuzer Leander, der britische Leichte Kreuzer Ajax sowie die Flugabwehrkreuzer Naiad, Coventry und Phoebe, vor Ort zurückzuführen, die eine weitgehende Blockade der Küstenlinien durchsetzen und so umfangreichere Nachschublieferungen verhindern konnten. So gelang den vichy-französischen Kräften über See nur kurzzeitig die Nachführung von Nachschub, vor allem Munition, durch die obig genannten Großzerstörer. Letzte Versuche eines Heranführens von Verstärkung über See waren, nach der Versenkung des kleinen Frachters Saint Didier (2778 BRT) am 4. Juli 1941 vor der anatolischen Küste durch einen britischen Fairey-Albacore-Torpedobomber, endgültig aufgegeben worden.

## Verluste und Folgen
Die Verluste auf Seiten der Alliierten durch Tod, Verwundung oder Gefangennahme betrugen mindestens 3.800 auf britischer bzw. Commonwealth- und 1.300 auf freifranzösischer Seite. Hinzu kam noch eine vierstellige Zahl an Erkrankten, darunter über 300 Fälle von Malaria. Die Australier, die den Großteil der alliierten Landstreitkräfte stellten, hatten 416 Gefallene und 1.136 Verwundete zu beklagen. Die Verluste der Vichy-Truppen inklusive Überläufer während der Kämpfe betrugen etwa 6.500 Mann, darunter 1.066 Gefallene.

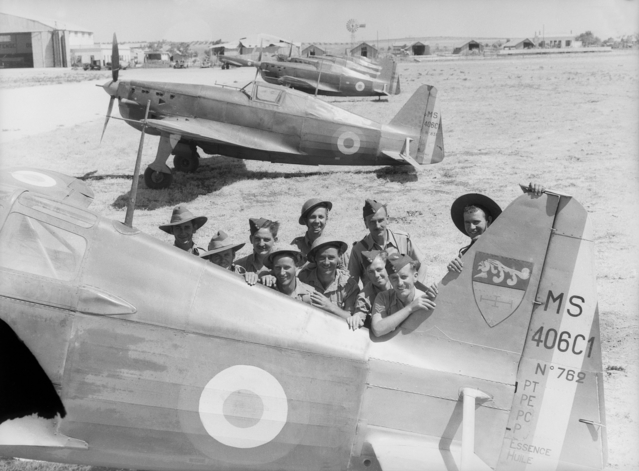
Ein Beispiel für die Erbeutung von vichy-französischen Flugzeugen: Australische Soldaten posieren neben MS.406-Jägern (vermutlich bei Aleppo, Juli 1941). Es ist ersichtlich, dass die Maschinen quasi unbeschädigt in die Hände des Gegners fielen.

Am 14. Juli wurde in Akkon die Konvention über die Einstellung der Feindseligkeiten unterzeichnet. Die alliierten Truppen besetzten das gesamte französische Mandatsgebiet und erreichten die Übergabe der vichy-französischen Flugzeuge. Den etwa 35.000 vichy-französischen Truppen wurde – entgegen den Wünschen der Franzosen unter de Gaulle – die Wahl gelassen, sich unter Abgabe ihrer Waffen ins Mutterland repatriieren zu lassen oder sich den FFI-Truppen anzuschließen. Nur rund 5.700 von ihnen wählten die zweite Alternative. General Georges Catroux übernahm als Generaldelegierter des Freien Frankreichs die Zivilverwaltung des Gebiets. Zwischen September 1941 und Dezember 1942 schlossen die Briten den Libanon mit der Bahnstrecke Haifa–Beirut–Tripoli an ihre normalspurige Bahnlogistik in Ägypten-Palästina an. 
Die verbliebenen Flottenkräfte der Vichy-Truppen wurden nach der Kapitulation nach Toulon und Bizerta verlegt. Ein Großteil der 179 in Verlust geratenen Flugzeuge der Vichy-Verbände wurde nicht bei Gefechten zerstört (die Zahl der durch unmittelbare Feindeinwirkung vernichteten Maschinen schwankt zwischen 40 und 60), sondern fiel nach dem Ende der Kampfhandlungen und gemäß der Waffenstillstandsbedingungen den Siegern in die Hände; ein Teil dieser Flugzeuge kam später auf Seiten der FFI zum Einsatz. Auf alliierter Seite gingen offiziell mindestens 27 Flugzeuge verloren nach anderen Angaben 41 Maschinen.
Politisch bedeutete der Verlust von Syrien und Libanon für das Vichy-Regime einen schweren Schlag. Die Niederlage untergrub das ohnehin fragile internationale Ansehen der Regierung von Marschall Pétain und zeigte, dass Vichy-Frankreich nicht in der Lage war, seine Überseegebiete erfolgreich zu verteidigen. Dies führte zu einer weiteren Erosion der Autorität des Regimes, sowohl innerhalb Frankreichs als auch in den verbliebenen Kolonien. Gleichzeitig stärkte der Erfolg der Freifranzösischen Streitkräfte unter Charles de Gaulle die Legitimität und Attraktivität der Freifranzösischen Bewegung. Der Sieg in Syrien und Libanon war ein moralischer und strategischer Triumph für de Gaulle, der seine Position als Anführer der französischen Widerstandskräfte festigte und weitere Kolonien dazu veranlasste, ihre Loyalität gegenüber Vichy-Frankreich zu überdenken.
Militärisch-strategisch hatte die Niederlage erhebliche Folgen. Syrien und Libanon waren geostrategisch wichtige Territorien, die eine Landbrücke zwischen dem Mittelmeer und dem Nahen Osten bildeten. Mit dem Verlust dieser Region geriet Vichy-Frankreich endgültig in eine defensive Position, während die Alliierten ihre Kontrolle über den Nahen Osten festigten. Zudem wurde der Zugang der Achsenmächte zu den Flugplätzen und Häfen in Syrien und Libanon abgeschnitten, was ihre Möglichkeiten, Operationen im Nahen Osten oder gegen britische Interessen in der Region zu unterstützen, erheblich einschränkte.
Die Niederlage in Syrien und Libanon trug auch zu einer breiteren politischen Neuorientierung innerhalb des Vichy-Regimes bei. Besonders relevant war in diesem Zusammenhang die Rolle von Admiral François Darlan, der zu dieser Zeit als Vizepremier und Marinechef eine Schlüsselposition in der Vichy-Regierung innehatte. Darlan hatte sich lange Zeit für eine Zusammenarbeit mit den Achsenmächten eingesetzt, sah jedoch zunehmend, dass diese Strategie Frankreich weder politische Vorteile brachte noch seine kolonialen Interessen schützen konnte. Die wiederholten Verluste von Kolonialgebieten – einschließlich Syrien und Libanon – unterstrichen die Schwäche des Vichy-Regimes und führten bei Darlan zu einem Umdenken. Die Niederlage in Syrien war ein weiterer Beweis dafür, dass eine Kollaboration mit Deutschland letztlich nicht den Schutz der französischen Interessen garantierte.